# Oksana Jakovljeva
Oksana Mykolaïvna Jakovljeva (in ucraino Оксана Миколаївна Яковлєва?; Dubrovka, 6 ottobre 1980) è un'ex biatleta ucraina.

## Biografia
In Coppa del Mondo esordì il 5 dicembre 1999 a Hochfilzen (5ª) e ottenne il miglior piazzamento il 16 dicembre 2007 a Pokljuka (4ª).
In carriera prese parte a un'edizione dei Giochi olimpici invernali, Salt Lake City 2002 (27ª nell'individuale), e a cinque dei Campionati mondiali, vincendo due medaglie.

## Palmarès

### Mondiali
- 2 medaglie:
  - 2 argenti (staffetta[1] a Chanty-Mansijsk 2003; staffetta[1] a Östersund 2008)

### Coppa del Mondo
- Miglior piazzamento in classifica generale: 40ª nel 2004